# Paulette Goddard
Pour les articles homonymes, voir Goddard.
Paulette Goddard est une actrice américaine, née le 3 juin 1910 à New York et morte le 23 avril 1990 à Ronco en Suisse.
Elle est l'actrice principale des Temps modernes, de Charlie Chaplin, qu'elle rencontre en prévision du tournage puis qu'elle épouse secrètement l'année de sortie du film (1936), et dont elle divorce six ans plus tard. Elle s'est remariée en 1958 avec Erich Maria Remarque, le célèbre auteur du roman À l'ouest rien de nouveau sur la Première Guerre mondiale.
Elle a été pressentie, sans être retenue, pour incarner le personnage de Scarlett O'Hara dans Autant en emporte le vent.

## Biographie

### Origines et formation
Paulette Goddard naît le 3 juin 1910 à New York (plus précisément à Whitestone, dans le quartier du Queens) sous le nom d’état civil de Marion Levy ou de Pauline Marion Levy, de Joseph Russell Levy (1880-1954) — lui-même fils d'un prospère cigarettier juif de Salt Lake City — et d’Alta Mae Goddard (1887-1984), une protestante épiscopalienne d'origine anglaise.
Joseph Russell Levy, dirigeant d’une chaîne de salles de cinéma des frères Warner, est souvent en déplacement professionnel et est régulièrement accompagné de son épouse, laissant alors leur fille sous la garde de ses grands-parents ou de proches. Très tôt, les époux Levy se séparent et Paulette est élevée par sa mère.
Paulette Goddard fait ses études primaires notamment à Caldwell dans le New Jersey, puis à Pittsburgh en Pennsylvanie. Après avoir séjourné au Canada, Paulette et sa mère s’installent en 1923 à Great Neck dans la banlieue de New York.
Ses parents divorcent finalement en 1926 et sa mère, qui se remarie à deux reprises, suit ensuite sa fille tout au long de sa carrière et de sa vie amoureuse ; sa mère meurt ainsi en Suisse en 1983, sur les bords du lac Majeur, dans la villa dont Paulette Goddard avait hérité de son dernier mari, l’écrivain Erich Maria Remarque,.

### Chorus girl

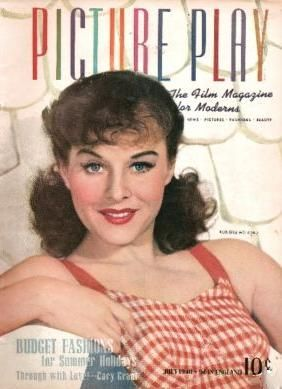
Paulette Goddard en 1940.

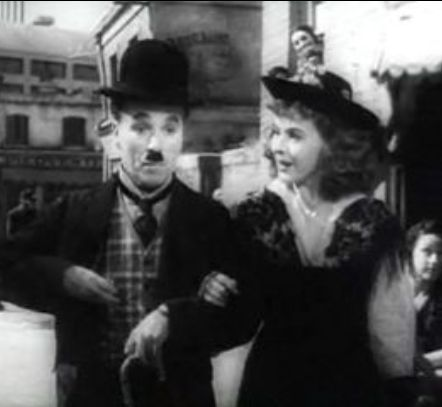
Charlie Chaplin et Paulette Goddard dans Le Dictateur.

À l’âge de 13 ans et après quelques petits emplois, dont celui de mannequin, Paulette Goddard débute comme Ziegfeld Girl chez Florenz Ziegfeld dans plusieurs de ses célèbres revues.
Elle choisit alors d'adopter le prénom Paulette — probablement un diminutif de son premier prénom « Pauline », si celui-ci est avéré — et de l'accoler au nom de sa mère, Goddard. Mariée en 1927 à l'âge de 16 ans, à Edgar James, un riche industriel, elle en divorce dès 1929 (ou en 1932)[réf. souhaitée]. Par la suite, elle se dirige vers Hollywood et décroche des petits rôles souvent non crédités chez Hal Roach avec Laurel et Hardy et Samuel Goldwyn, où elle joue les Goldwyn girls aux côtés de Betty Grable, Lucille Ball et Jane Wyman dans Le Roi de l'arène, Roman scandals ou Kids millions. Toujours non créditée, elle figure dans des films de prestige signés George Fitzmaurice, Rouben Mamoulian, Raoul Walsh, avec en vedettes Rod La Rocque et Barbara Stanwyck ou Gary Cooper et Sylvia Sidney, côtoyant ailleurs Charley Chase ou Eddie Cantor.

### Avec Charlie Chaplin
C’est la rencontre avec Charlie Chaplin qui va la propulser au rang de star. Rencontrée en 1932, Paulette Goddard va inspirer à Charlie Chaplin le rôle de la gamine des Temps modernes. Pour le film, elle prend des cours de chant, de danse et répète inlassablement des scènes du film jusqu’à l’épuisement. À sa sortie, Les Temps modernes est assez mal accueilli par la critique et c’est de ce film que date l’hostilité persistante dont Charlie Chaplin ne cesse plus de faire l’objet en Amérique.
Épuisé par le tournage, le couple embarque en février 1936 pour une croisière en Extrême-Orient et, au cours du voyage, les amants se marient, une union qui reste secrète et donne lieu plus tard à une polémique pendant les préparatifs du casting du film le plus célèbre du cinéma, Autant en emporte le vent. En effet, en 1938, le producteur David O. Selznick recherche sa Scarlett pour le film en question et toutes les actrices en vue se mettent sur les rangs pour décrocher le rôle. Paulette Goddard est l’une des actrices pressenties. Elle passe un bout d’essai et tourne deux scènes sous la direction de George Cukor. Selznick est séduit et l’envoie à La Nouvelle-Orléans pour travailler son accent du Sud. Le producteur s’est presque décidé à la choisir quand la rumeur se répand que Paulette Goddard et Charlie Chaplin ne sont pas réellement mariés ; alors, sans preuve irréfutable de leur acte de mariage, le rôle tant convoité lui échappe.
Mais elle sait rebondir : George Cukor lui propose un rôle dans son film suivant : Femmes où elle interprète avec énergie le rôle de Miriam. Remarquée à nouveau par la Paramount Pictures, la compagnie lui fait signer un contrat et Paulette Goddard devient une des plus grandes stars de la firme pendant dix ans.

### Star à la Paramount
Tout de suite, Paulette rencontre un triomphe avec Le Mystère de la maison Norman, une comédie débridée, remake d’un classique du film d’horreur avec un Bob Hope qui inaugure toute une série de films à succès à la Paramount.
L’année 1940 est prolifique ; elle retrouve Bob Hope pour Le Mystère du château maudit, avec les mêmes ingrédients que pour le précédent et les mêmes résultats au box-office. Charlie Chaplin fait appel à elle pour jouer le rôle d’Hannah, une jeune fille juive, dans Le Dictateur, brillante satire anti-hitlérienne. Néanmoins, le couple divorce deux ans plus tard.

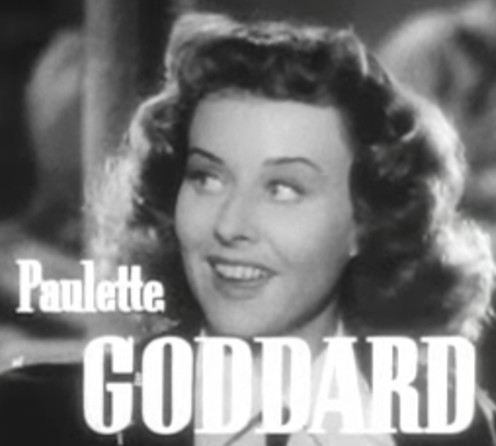
Goddard dans Celles que fiers nous saluons.

Elle tourne également Swing Romance, une comédie musicale avec Fred Astaire, lequel vient de se séparer de sa partenaire de prédilection Ginger Rogers. Autre succès, la même année, avec un film à gros budget de Cecil B. DeMille qui rapporte à la Paramount les plus grosses recettes de l’année : Les Tuniques écarlates, face à la star Gary Cooper. Paulette retrouve ensuite par deux fois De Mille dans des superproductions aux recettes garanties : Les Naufrageurs des mers du Sud en 1942, avec à la clé, tempêtes, naufrages, trésor, calamar géant, combat sous-marin, le tout sublimé par le flamboyant Technicolor ; puis Les Conquérants d'un nouveau monde en 1947, dans lequel elle retrouve Gary Cooper. Épopée à gros budget (à peu près cinq millions de dollars) dédiée aux premiers colons américains, Paulette y affronte la déportation coloniale, les Indiens, les feux, les explosions, et un Cecil B. DeMille décidé à lui faire subir les pires tourments.
En 1944, elle obtient une nomination pour l’oscar de la meilleure actrice dans un second rôle pour Celles que fiers nous saluons, film consacré aux infirmières de la Seconde Guerre mondiale. Elle contribue également à l’effort de guerre en participant aux tournées destinées à soutenir le moral des troupes, ainsi qu'aux films de divertissement avec une pléiade de stars dans leur propre rôle, tels que Au pays du rythme ou Duffy's Tavern.
Parmi ses meilleurs films on peut encore citer Par la porte d'or, brillant mélodrame avec Charles Boyer et Olivia de Havilland en co-vedettes ; La Duchesse des bas-fonds, un film d’époque inspiré par le mythe de Pygmalion, les deux signés Mitchell Leisen (un de ses réalisateurs de prédilection), et Le Journal d'une femme de chambre. Paulette Goddard produit ce dernier film avec son troisième mari, l’acteur Burgess Meredith, rencontré sur le tournage de Swing Romance (ils s'étaient ensuite mariés en 1944). Grâce à eux, le réalisateur Jean Renoir jouit pour ce tournage d’une entière liberté. Avec cette extraordinaire tragi-comédie adaptée très librement du roman d'Octave Mirbeau, Jean Renoir se démarque de ses films précédents, plus lyriques, et marque le début d’une période plus stylisée et laconique.
Souvent partenaire de James Stewart et de Gary Cooper, mais plus fréquemment de Ray Milland et Fred MacMurray, Paulette Goddard est ailleurs opposée à Claudette Colbert et Veronica Lake ; elle figure également parmi les héroïnes des films de King Vidor, John Huston et de George Stevens (ces deux derniers n'ont pas été crédités sur La Folle Enquête).

### Carrière déclinante, dernier mariage et installation en Suisse

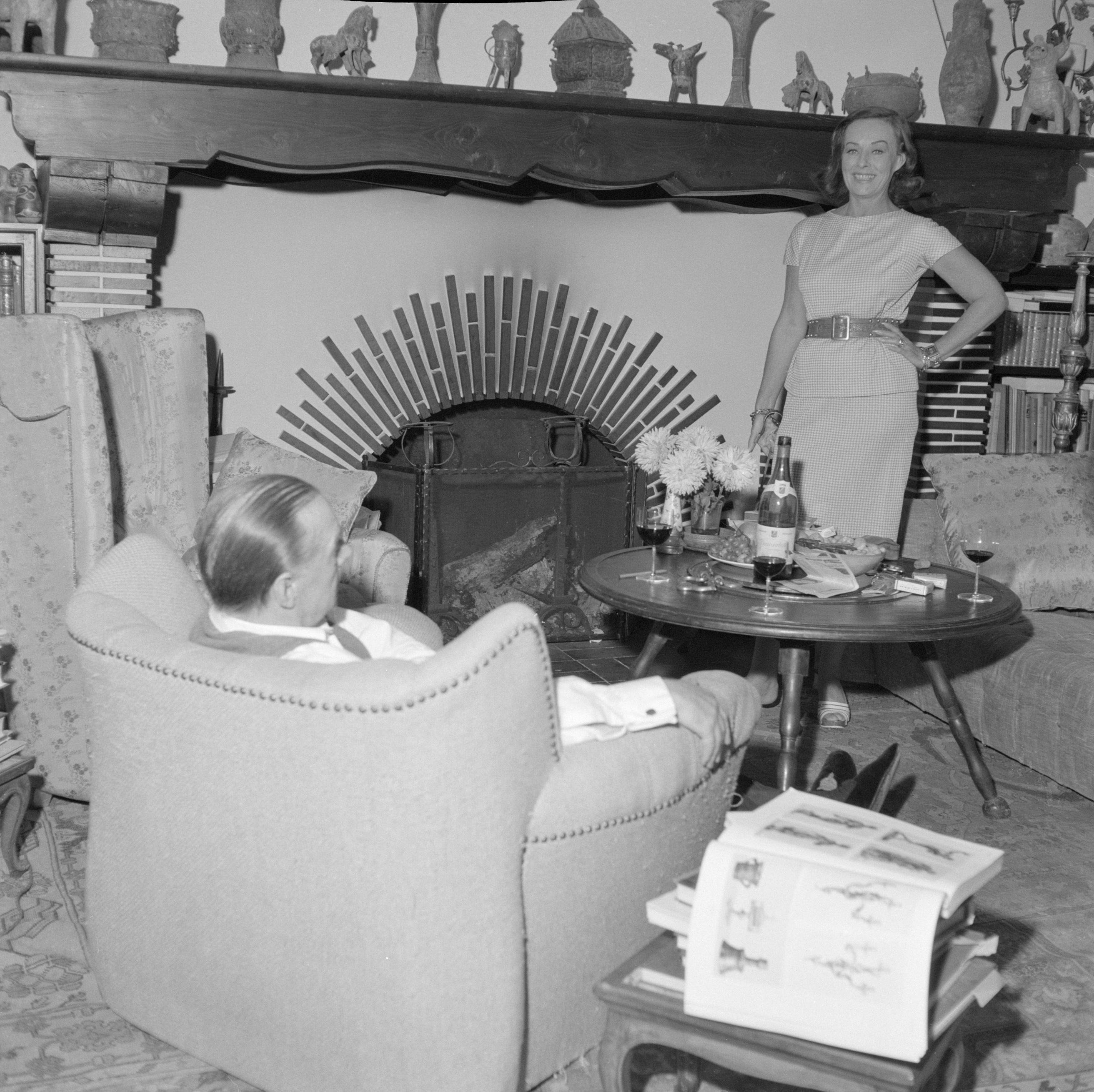
E.M. Remarque (assis de dos) et Goddard, en octobre 1961 dans leur villa de Porto Ronco (Ronco sopra Ascona), en Suisse.

À la fin des années 1940, la carrière de Paulette Goddard décline et elle ne tourne plus qu’une dizaine de films. Elle fait néanmoins des apparitions à la télévision. Divorcée de Burgess Meredith en 1949, elle se remarie une quatrième et dernière fois en 1958 avec l’écrivain Erich Maria Remarque et s’installe la même année en Europe, à Porto Ronco (Ronco sopra Ascona), sur le rivage suisse du lac Majeur, dans la villa Casa Monte Tabor. La fin de sa carrière cinématographique la mène du Mexique (The Torch d'Emilio Fernández avec Pedro Armendáriz), en Italie (Les Deux Rivales de Maselli, son dernier film en 1964). Elle passe de Un mari idéal d'après Oscar Wilde aux Mille et une filles de Bagdad codirigée par Edgar Georg Ulmer. Elle interprète Lucrèce Borgia et la biblique Jézabel (n'échappant pas à la vogue du péplum), joue dans un film policier avec Edward G. Robinson, Paris Model avec Marilyn Maxwell et Eva Gabor, travaille avec le cinéaste britannique Terence Fisher et l'acteur français Jean-Pierre Aumont.
À la télévision, Paulette Goddard s'illustre dans un épisode de Sherlock Holmes (1954) et Aventures dans les îles (1959), un remake de The Women (1955) aux côtés de Ruth Hussey, Shelley Winters, Mary Astor et Cathleen Nesbitt, Mademoiselle Fifi d'après Maupassant (1956, dans la série The Errol Flynn Theatre).
Erich Maria Remarque, son dernier mari, meurt en 1970. Paulette Goddard apparaît une dernière fois à l'écran pour la série The Snoop Sisters en 1972, avec Helen Hayes et Mildred Natwick en vedettes.

### Vie privée
Paulette Goddard a été successivement mariée à :
- l’industriel prospère Edgar James (de 1927 à 1932)[25] ;
- l’acteur et réalisateur Charlie Chaplin[3] (de 1936 à 1942) ;
- l’acteur Burgess Meredith[3] (de 1944 à 1949) ;
- l’écrivain Erich Maria Remarque[3] (de 1958 à la mort de ce dernier en 1970).

### Mort et succession
Paulette Goddard meurt le 23 avril 1990 à Ronco sopra Ascona (sa ville de résidence), d’une crise cardiaque, à l'âge de 79 ans.
Cinq ans plus tard, grâce à un don de vingt millions de dollars de Paulette Goddard, est créé, au sein de l’université de New York, le « Erich Maria Remarque Institute », un centre de recherches sur l'histoire contemporaine de l'Europe et sur les rapports entre l'Europe et l'Amérique. L'historien Tony Judt en assure la mise en place et la direction jusqu'à sa mort, en 2010.

### La villaCasa Monte Tabor
La villa de Paulette Goddard et Erich Maria Remarque sur les bords du lac Majeur est transmise, par héritage, à l’université de New York. Comme celle-ci refuse de verser les importants droits de succession, la villa est mise aux enchères en 1994. Cinq ans plus tard, Helen et Gerald Palmer acquièrent la villa.
Dans le but de la transformer en musée et en résidence d'artistes axée sur la créativité, la liberté et la paix (selon les dernières volontés de Paulette Goddard),, une tentative de levée d'une somme de 6 millions de francs suisses (soit environ 7 millions de dollars) est lancée vers 2010 pour racheter la propriété, puis l'aménager. Début 2014, la villa toujours en vente est alors estimée à plus de 7 millions de francs suisses.

## Filmographie

### Au cinéma

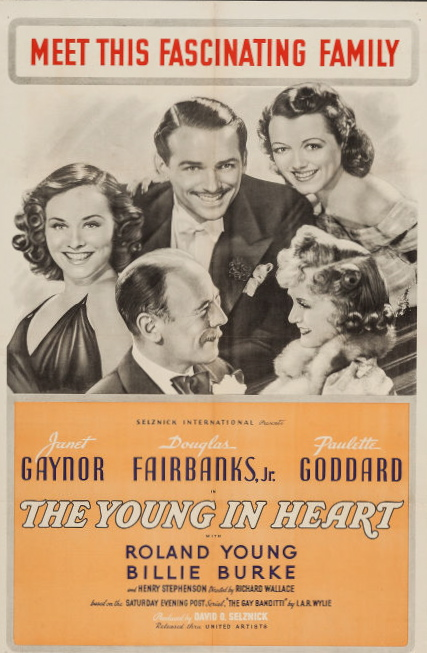
L'affiche du film La Famille sans-souci (1938).

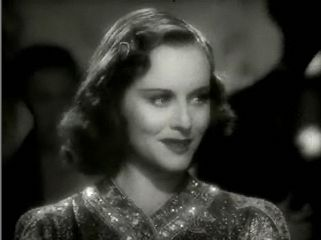
Goddard dans Coup de théâtre (1938).

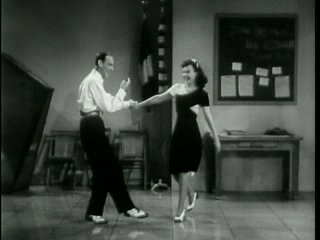
Fred Astaire et Paulette Goddard dans Swing Romance (1940).

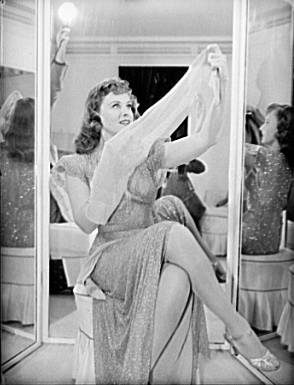
Goddard en 1941.

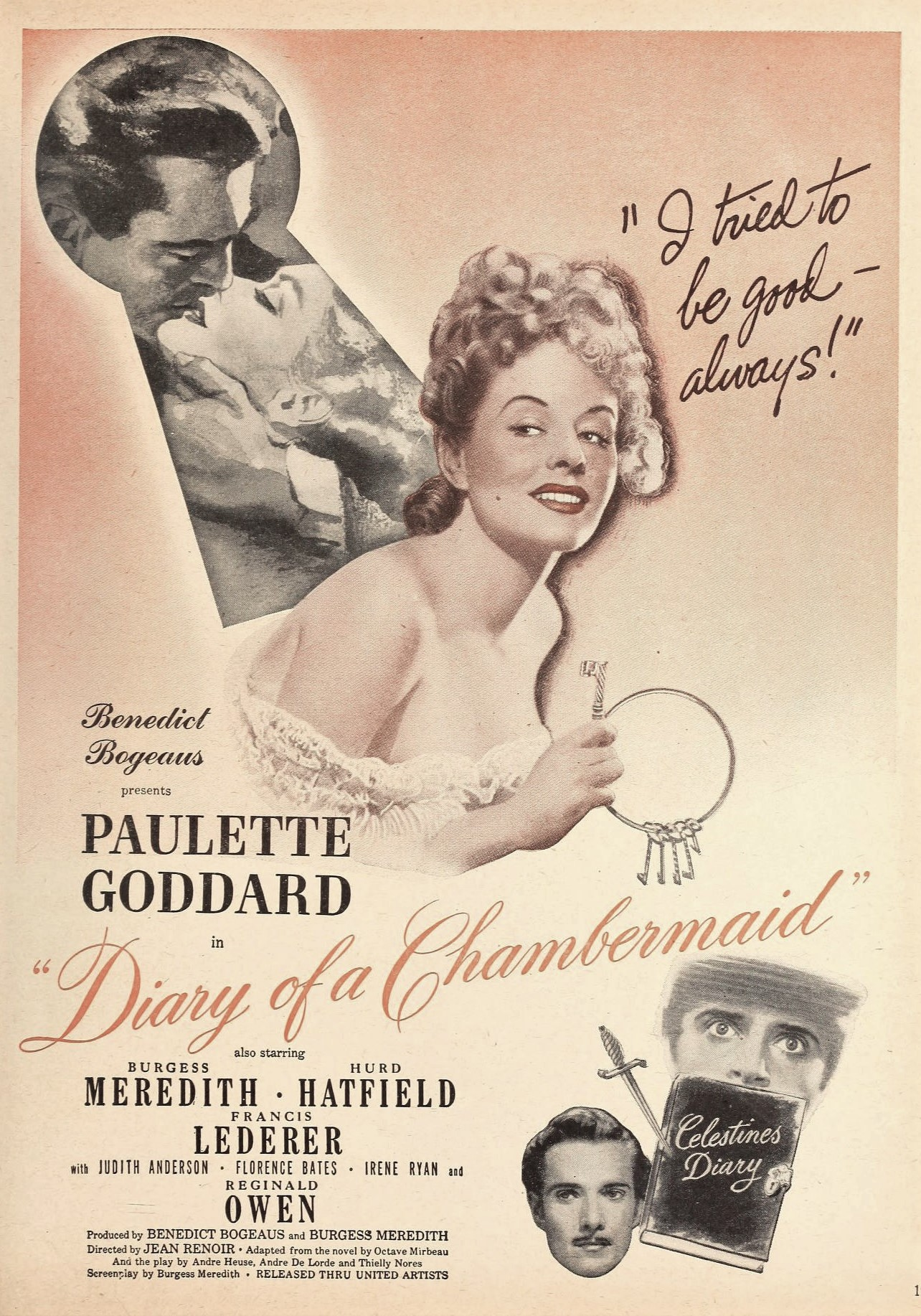
L'affiche du film Le Journal d'une femme de chambre (1946).

- 1929 : Laurel et Hardy en wagon-lit (Berth Marks) de Lewis R. Foster : une passagère du train
- 1929 : Le Signe sur la porte (The Locked Door) de George Fitzmaurice : une fille sur le bateau (non créditée)
- 1930 : Whoopee! de Thornton Freeland : une Goldwyn Girl (non créditée)
- 1931 : Les Carrefours de la ville (City Streets) de Rouben Mamoulian : une cliente de la boîte de nuit (non créditée)
- 1931 : Palmy Days d'A. Edward Sutherland (non créditée)
- 1931 : The Girl Habit de Edward F. Cline : une vendeuse de lingerie
- 1931 : Pénitencier de femmes (Ladies of the Big House) de Marion Gering : une détenue (non créditée)
- 1932 : The Mouthpiece de Elliott Nugent et James Flood : une blonde à la fête (non créditée)
- 1932 : Show Business de Elliott Nugent et James Flood - court-métrage : une blonde dans le train (non créditée)
- 1932 : Young Ironsides de James Parrott - court-métrage : elle-même, Miss Hollywood (non créditée)
- 1932 : Les Sans-soucis (Pack Up Your Troubles) de George Marshall et Ray McCarey : la demoiselle d'honneur (non créditée)
- 1932 : Girl Grief de James Parrott : une étudiante (non créditée)
- 1932 : Kid d'Espagne (The Kid from Spain) de Leo McCarey : une Goldwyn Girl (non créditée)
- 1933 : Les Faubourgs de New York (The Bowery) de Raoul Walsh : une blonde (non créditée)
- 1933 : Scandales romains (Roman Scandals) de Frank Tuttle : une Goldwyn Girl (non créditée)
- 1934 : Kid Millions de Roy Del Ruth : une Goldwyn Girl (non créditée)
- 1936 : Les Temps modernes (Modern Times) de Charles Chaplin : la gamine
- 1936 : La Bohémienne (The Bohemian Girl) de James W. Horne et Charley Rogers : la mendiante gitane (non créditée)
- 1938 : La Famille sans-souci (The Young in Heart) de Richard Wallace : Leslie Saunders
- 1938 : Coup de théâtre (Dramatic School) de Robert B. Sinclair : Nana
- 1939 : Femmes (The Women) de George Cukor : Miriam Aarons
- 1939 : Le Mystère de la maison Norman (The Cat and the Canary) de Elliott Nugent : Joyce Norman
- 1940 : Le Mystère du château maudit (The Ghost Breakers) de George Marshall : Mary Carter
- 1940 : Le Dictateur (The Great Dictator) de Charles Chaplin : Hannah
- 1940 : Les Tuniques écarlates (North West Mounted Police) de Cecil B. DeMille : Louvette Corbeau
- 1940 : Swing Romance (Second Chorus) de Henry C. Potter : Ellen Miller
- 1941 : L'Or du ciel (Pot O'Gold) de George Marshall : Molly McCorkle
- 1941 : Par la porte d'or (Hold Back the Dawn) de Mitchell Leisen : Anita Dixon
- 1941 : Rien que la vérité (Nothing But the Truth) de Elliott Nugent : Gwen Saunders
- 1942 : Espionne aux enchères (The Lady Has Plans) de Sidney Lanfield : Sidney Royce
- 1942 : Les Naufrageurs des mers du Sud (Reap the Wild Wind) de Cecil B. DeMille : Loxi Claiborne
- 1942 : La Fille de la forêt (The Forest Rangers) de George Marshall : Celia Huston Stuart
- 1942 : Au pays du rythme (Star Spangled Rythm) de George Marshall : elle-même
- 1943 : La Boule de cristal (The Crystal Ball) de Elliott Nugent : Toni Gerard
- 1943 : Celles que fiers nous saluons (ou Les Anges de miséricorde) (So Proudly, We Hail) de Mark Sandrich : le lieutenant Joan O'Doul
- 1944 : L'amour cherche un toit (Standing Room Only) de Sidney Lanfield : Jane Rogers / Suzanne
- 1944 : I Love a Soldier de Mark Sandrich : Evelyn Connors
- 1945 : Duffy's Tavern de Hal Walker : elle-même
- 1945 : La Duchesse des bas-fonds (Kitty) de Mitchell Leisen : Kitty
- 1946 : Le Journal d'une femme de chambre (The Diary of a Chambermaid) de Jean Renoir, d'après le roman homonyme d'Octave Mirbeau : Célestine
- 1947 : Ma femme, la capitaine (Suddenly, It's Spring) de Mitchell Leisen : Mary Morely
- 1947 : Les Conquérants d'un nouveau monde (Unconquered) de Cecil B. DeMille : Annie/Abigail Martha Hale
- 1947 : Hollywood en folie (Variety Girl) de George Marshall : elle-même
- 1947 : Un mari idéal (An Ideal Husband) de Alexander Korda : Laura Cheveley
- 1948 : La Folle Enquête (On Our Merry Way), de King Vidor et Leslie Fenton : Martha Pease
- 1948 : Hazard (en) de George Marshall : Ellen Crane
- 1949 : La Vengeance des Borgia (Bride of Vengeance) de Mitchell Leisen : Lucrèce Borgia
- 1949 : Anna Lucasta (Anna Lucasta) de Irving Rapper : Anna Lucasta
- 1950 : The Torch (en) de Emilio Fernández : María Dolores Penafiel
- 1952 : Les Mille et une filles de Bagdad (Babes in Bagdad) de Edgar Georg Ulmer : Kyra
- 1953 : Investigation criminelle (Vince Squad) de Arnold Laven : Mona Ross
- 1953 : Les Péchés de Jézabel (Sins of Jezebel) de Reginald Le Borg : Jézabel
- 1953 : Paris Model (en) de Alfred E. Green : Betty Barnes
- 1954 : La Charge des lanciers (Charge of the Lancers) de William Castle : Tanya
- 1954 : Meurtres sans empreintes (The Unholy Four ou A Stranger Came Home) de Terence Fisher : Angie
- 1964 : Les Deux Rivales (Gli indifferenti) de Francesco Maselli : Maria Grazia Ardengo

### À la télévision
- 1953/1957 : The Ford Television Theatre (en) (série télévisée) : Nancy Whiting/Holly March (2 épisodes : The Doctor's Downfall et Singapore)
- 1954 : The Adventures of Sherlock Holmes (série télévisée) : Lady Beryl (1 épisode The Case of Lady Beryl)
- 1955 : Producers' Showcase (en) (série télévisée) : Sylvia Fowler (1 épisode The Women)
- 1956 : The Errol Flynn Theatre (série télévisée britannique) : Rachel (1 épisode : Mademoiselle Fifi)
- 1957 : The Joseph Cotten Show (série télévisée) : Dolly (1 épisode : The Ghost of Devil's Island)
- 1959 : Aventures dans les îles (Adventures in Paradise) (série télévisée) de Harold Daniels : Mme. Victorine Reynard (1 épisode : La Dame de Chicago)
- 1959 : Le 29 novembre elle participe à l'émission-jeu What's My Line?
- 1961 : The Phantom (téléfilm) de Harold Daniels : Mrs. Harris
- 1972 : The Snoop Sisters (téléfilm) de Leonard B. Stern (en) : Norma Treet

## Distinctions
- Elle a été nommée pour l’Oscar de la meilleure actrice dans un second rôle pour Celles que fiers nous saluons en 1944.
- Une étoile figure à son nom sur le prestigieux Hollywood Walk of Fame depuis 1960, au 1652 Vine Street.
- L'association « Mexican Cinema Journalists » l'a nommée, en 1967, meilleure actrice étrangère pour Les Deux Rivales.